# Jelena Nikolajeva
Jelena Nikolajevna Nikolajeva (rusko Елена Николаевна Николаева), ruska atletinja, * 1. februar 1966, Akšiki, Sovjetska zveza.
Nastopila je na poletnih olimpijskih igrah v letih 1992, 1996 in 2004, leta 1996 je osvojila naslov olimpijske prvakinje v hitri hoji na 10 km, leta 1992 pa srebrno medaljo. Na svetovnih prvenstvih je osvojila naslov prvakinje leta 2003 v hitri hoji na 20 km in bronasto medaljo leta 1995 na 10 km, na svetovnih dvoranskih prvenstvih zlato medaljo leta 1993 v hitri hoji na 3000 m, na evropskih prvenstvih pa srebrno medaljo leta 2002 na 20 km in bronasto leta 1994 na 10 km. 20. aprila 1996 je postavila svetovni rekord v hitri hoji na 10 km s časom 41:04, ki še vedno velja.